# Пішов — прийшов ефект
Ефект пішов — прийшов — ідея в шаховій композиції . Суть ідеї — будь-яка фігура відразу йде на поле, звільнене будь-якою іншою фігурою будь-якого кольору.

## Історія
Ця ідея зустрічається в задачах на зорі розвитку шахової композиції.
В розв'язку задачі на кооперативний мат або прямий мат, фігура покидає тематичне поле. Після цього або супротивник робить хід будь-якою фігурою на це поле, або наступним ходом йде інша фігура того ж кольору, що й пішла з цього тематичного поля.
Оскільки одна тематична фігура пішла з певного поля, а друга прийшла, ідея дістала назву — ефект пішов — прийшов. Ця ідея може бути складовою де-яких тем.
|   | a | b | c | d | e | f | g | h |   |
| 8 | e8 біла тура · b7 чорний ферзь · d7 чорний пішак · f7 чорний пішак · h7 чорна тура · a6 білий слон · c6 чорний пішак · h6 чорний пішак · b5 чорна тура · e5 білий кінь · h5 білий король · d4 білий пішак · f4 біла тура · b2 чорний кінь · d2 чорний пішак · e2 чорний король · g2 білий кінь · a1 білий ферзь · d1 чорний слон | e8 біла тура · b7 чорний ферзь · d7 чорний пішак · f7 чорний пішак · h7 чорна тура · a6 білий слон · c6 чорний пішак · h6 чорний пішак · b5 чорна тура · e5 білий кінь · h5 білий король · d4 білий пішак · f4 біла тура · b2 чорний кінь · d2 чорний пішак · e2 чорний король · g2 білий кінь · a1 білий ферзь · d1 чорний слон | e8 біла тура · b7 чорний ферзь · d7 чорний пішак · f7 чорний пішак · h7 чорна тура · a6 білий слон · c6 чорний пішак · h6 чорний пішак · b5 чорна тура · e5 білий кінь · h5 білий король · d4 білий пішак · f4 біла тура · b2 чорний кінь · d2 чорний пішак · e2 чорний король · g2 білий кінь · a1 білий ферзь · d1 чорний слон | e8 біла тура · b7 чорний ферзь · d7 чорний пішак · f7 чорний пішак · h7 чорна тура · a6 білий слон · c6 чорний пішак · h6 чорний пішак · b5 чорна тура · e5 білий кінь · h5 білий король · d4 білий пішак · f4 біла тура · b2 чорний кінь · d2 чорний пішак · e2 чорний король · g2 білий кінь · a1 білий ферзь · d1 чорний слон | e8 біла тура · b7 чорний ферзь · d7 чорний пішак · f7 чорний пішак · h7 чорна тура · a6 білий слон · c6 чорний пішак · h6 чорний пішак · b5 чорна тура · e5 білий кінь · h5 білий король · d4 білий пішак · f4 біла тура · b2 чорний кінь · d2 чорний пішак · e2 чорний король · g2 білий кінь · a1 білий ферзь · d1 чорний слон | e8 біла тура · b7 чорний ферзь · d7 чорний пішак · f7 чорний пішак · h7 чорна тура · a6 білий слон · c6 чорний пішак · h6 чорний пішак · b5 чорна тура · e5 білий кінь · h5 білий король · d4 білий пішак · f4 біла тура · b2 чорний кінь · d2 чорний пішак · e2 чорний король · g2 білий кінь · a1 білий ферзь · d1 чорний слон | e8 біла тура · b7 чорний ферзь · d7 чорний пішак · f7 чорний пішак · h7 чорна тура · a6 білий слон · c6 чорний пішак · h6 чорний пішак · b5 чорна тура · e5 білий кінь · h5 білий король · d4 білий пішак · f4 біла тура · b2 чорний кінь · d2 чорний пішак · e2 чорний король · g2 білий кінь · a1 білий ферзь · d1 чорний слон | e8 біла тура · b7 чорний ферзь · d7 чорний пішак · f7 чорний пішак · h7 чорна тура · a6 білий слон · c6 чорний пішак · h6 чорний пішак · b5 чорна тура · e5 білий кінь · h5 білий король · d4 білий пішак · f4 біла тура · b2 чорний кінь · d2 чорний пішак · e2 чорний король · g2 білий кінь · a1 білий ферзь · d1 чорний слон | 8 |
| 7 | e8 біла тура · b7 чорний ферзь · d7 чорний пішак · f7 чорний пішак · h7 чорна тура · a6 білий слон · c6 чорний пішак · h6 чорний пішак · b5 чорна тура · e5 білий кінь · h5 білий король · d4 білий пішак · f4 біла тура · b2 чорний кінь · d2 чорний пішак · e2 чорний король · g2 білий кінь · a1 білий ферзь · d1 чорний слон | e8 біла тура · b7 чорний ферзь · d7 чорний пішак · f7 чорний пішак · h7 чорна тура · a6 білий слон · c6 чорний пішак · h6 чорний пішак · b5 чорна тура · e5 білий кінь · h5 білий король · d4 білий пішак · f4 біла тура · b2 чорний кінь · d2 чорний пішак · e2 чорний король · g2 білий кінь · a1 білий ферзь · d1 чорний слон | e8 біла тура · b7 чорний ферзь · d7 чорний пішак · f7 чорний пішак · h7 чорна тура · a6 білий слон · c6 чорний пішак · h6 чорний пішак · b5 чорна тура · e5 білий кінь · h5 білий король · d4 білий пішак · f4 біла тура · b2 чорний кінь · d2 чорний пішак · e2 чорний король · g2 білий кінь · a1 білий ферзь · d1 чорний слон | e8 біла тура · b7 чорний ферзь · d7 чорний пішак · f7 чорний пішак · h7 чорна тура · a6 білий слон · c6 чорний пішак · h6 чорний пішак · b5 чорна тура · e5 білий кінь · h5 білий король · d4 білий пішак · f4 біла тура · b2 чорний кінь · d2 чорний пішак · e2 чорний король · g2 білий кінь · a1 білий ферзь · d1 чорний слон | e8 біла тура · b7 чорний ферзь · d7 чорний пішак · f7 чорний пішак · h7 чорна тура · a6 білий слон · c6 чорний пішак · h6 чорний пішак · b5 чорна тура · e5 білий кінь · h5 білий король · d4 білий пішак · f4 біла тура · b2 чорний кінь · d2 чорний пішак · e2 чорний король · g2 білий кінь · a1 білий ферзь · d1 чорний слон | e8 біла тура · b7 чорний ферзь · d7 чорний пішак · f7 чорний пішак · h7 чорна тура · a6 білий слон · c6 чорний пішак · h6 чорний пішак · b5 чорна тура · e5 білий кінь · h5 білий король · d4 білий пішак · f4 біла тура · b2 чорний кінь · d2 чорний пішак · e2 чорний король · g2 білий кінь · a1 білий ферзь · d1 чорний слон | e8 біла тура · b7 чорний ферзь · d7 чорний пішак · f7 чорний пішак · h7 чорна тура · a6 білий слон · c6 чорний пішак · h6 чорний пішак · b5 чорна тура · e5 білий кінь · h5 білий король · d4 білий пішак · f4 біла тура · b2 чорний кінь · d2 чорний пішак · e2 чорний король · g2 білий кінь · a1 білий ферзь · d1 чорний слон | e8 біла тура · b7 чорний ферзь · d7 чорний пішак · f7 чорний пішак · h7 чорна тура · a6 білий слон · c6 чорний пішак · h6 чорний пішак · b5 чорна тура · e5 білий кінь · h5 білий король · d4 білий пішак · f4 біла тура · b2 чорний кінь · d2 чорний пішак · e2 чорний король · g2 білий кінь · a1 білий ферзь · d1 чорний слон | 7 |
| 6 | e8 біла тура · b7 чорний ферзь · d7 чорний пішак · f7 чорний пішак · h7 чорна тура · a6 білий слон · c6 чорний пішак · h6 чорний пішак · b5 чорна тура · e5 білий кінь · h5 білий король · d4 білий пішак · f4 біла тура · b2 чорний кінь · d2 чорний пішак · e2 чорний король · g2 білий кінь · a1 білий ферзь · d1 чорний слон | e8 біла тура · b7 чорний ферзь · d7 чорний пішак · f7 чорний пішак · h7 чорна тура · a6 білий слон · c6 чорний пішак · h6 чорний пішак · b5 чорна тура · e5 білий кінь · h5 білий король · d4 білий пішак · f4 біла тура · b2 чорний кінь · d2 чорний пішак · e2 чорний король · g2 білий кінь · a1 білий ферзь · d1 чорний слон | e8 біла тура · b7 чорний ферзь · d7 чорний пішак · f7 чорний пішак · h7 чорна тура · a6 білий слон · c6 чорний пішак · h6 чорний пішак · b5 чорна тура · e5 білий кінь · h5 білий король · d4 білий пішак · f4 біла тура · b2 чорний кінь · d2 чорний пішак · e2 чорний король · g2 білий кінь · a1 білий ферзь · d1 чорний слон | e8 біла тура · b7 чорний ферзь · d7 чорний пішак · f7 чорний пішак · h7 чорна тура · a6 білий слон · c6 чорний пішак · h6 чорний пішак · b5 чорна тура · e5 білий кінь · h5 білий король · d4 білий пішак · f4 біла тура · b2 чорний кінь · d2 чорний пішак · e2 чорний король · g2 білий кінь · a1 білий ферзь · d1 чорний слон | e8 біла тура · b7 чорний ферзь · d7 чорний пішак · f7 чорний пішак · h7 чорна тура · a6 білий слон · c6 чорний пішак · h6 чорний пішак · b5 чорна тура · e5 білий кінь · h5 білий король · d4 білий пішак · f4 біла тура · b2 чорний кінь · d2 чорний пішак · e2 чорний король · g2 білий кінь · a1 білий ферзь · d1 чорний слон | e8 біла тура · b7 чорний ферзь · d7 чорний пішак · f7 чорний пішак · h7 чорна тура · a6 білий слон · c6 чорний пішак · h6 чорний пішак · b5 чорна тура · e5 білий кінь · h5 білий король · d4 білий пішак · f4 біла тура · b2 чорний кінь · d2 чорний пішак · e2 чорний король · g2 білий кінь · a1 білий ферзь · d1 чорний слон | e8 біла тура · b7 чорний ферзь · d7 чорний пішак · f7 чорний пішак · h7 чорна тура · a6 білий слон · c6 чорний пішак · h6 чорний пішак · b5 чорна тура · e5 білий кінь · h5 білий король · d4 білий пішак · f4 біла тура · b2 чорний кінь · d2 чорний пішак · e2 чорний король · g2 білий кінь · a1 білий ферзь · d1 чорний слон | e8 біла тура · b7 чорний ферзь · d7 чорний пішак · f7 чорний пішак · h7 чорна тура · a6 білий слон · c6 чорний пішак · h6 чорний пішак · b5 чорна тура · e5 білий кінь · h5 білий король · d4 білий пішак · f4 біла тура · b2 чорний кінь · d2 чорний пішак · e2 чорний король · g2 білий кінь · a1 білий ферзь · d1 чорний слон | 6 |
| 5 | e8 біла тура · b7 чорний ферзь · d7 чорний пішак · f7 чорний пішак · h7 чорна тура · a6 білий слон · c6 чорний пішак · h6 чорний пішак · b5 чорна тура · e5 білий кінь · h5 білий король · d4 білий пішак · f4 біла тура · b2 чорний кінь · d2 чорний пішак · e2 чорний король · g2 білий кінь · a1 білий ферзь · d1 чорний слон | e8 біла тура · b7 чорний ферзь · d7 чорний пішак · f7 чорний пішак · h7 чорна тура · a6 білий слон · c6 чорний пішак · h6 чорний пішак · b5 чорна тура · e5 білий кінь · h5 білий король · d4 білий пішак · f4 біла тура · b2 чорний кінь · d2 чорний пішак · e2 чорний король · g2 білий кінь · a1 білий ферзь · d1 чорний слон | e8 біла тура · b7 чорний ферзь · d7 чорний пішак · f7 чорний пішак · h7 чорна тура · a6 білий слон · c6 чорний пішак · h6 чорний пішак · b5 чорна тура · e5 білий кінь · h5 білий король · d4 білий пішак · f4 біла тура · b2 чорний кінь · d2 чорний пішак · e2 чорний король · g2 білий кінь · a1 білий ферзь · d1 чорний слон | e8 біла тура · b7 чорний ферзь · d7 чорний пішак · f7 чорний пішак · h7 чорна тура · a6 білий слон · c6 чорний пішак · h6 чорний пішак · b5 чорна тура · e5 білий кінь · h5 білий король · d4 білий пішак · f4 біла тура · b2 чорний кінь · d2 чорний пішак · e2 чорний король · g2 білий кінь · a1 білий ферзь · d1 чорний слон | e8 біла тура · b7 чорний ферзь · d7 чорний пішак · f7 чорний пішак · h7 чорна тура · a6 білий слон · c6 чорний пішак · h6 чорний пішак · b5 чорна тура · e5 білий кінь · h5 білий король · d4 білий пішак · f4 біла тура · b2 чорний кінь · d2 чорний пішак · e2 чорний король · g2 білий кінь · a1 білий ферзь · d1 чорний слон | e8 біла тура · b7 чорний ферзь · d7 чорний пішак · f7 чорний пішак · h7 чорна тура · a6 білий слон · c6 чорний пішак · h6 чорний пішак · b5 чорна тура · e5 білий кінь · h5 білий король · d4 білий пішак · f4 біла тура · b2 чорний кінь · d2 чорний пішак · e2 чорний король · g2 білий кінь · a1 білий ферзь · d1 чорний слон | e8 біла тура · b7 чорний ферзь · d7 чорний пішак · f7 чорний пішак · h7 чорна тура · a6 білий слон · c6 чорний пішак · h6 чорний пішак · b5 чорна тура · e5 білий кінь · h5 білий король · d4 білий пішак · f4 біла тура · b2 чорний кінь · d2 чорний пішак · e2 чорний король · g2 білий кінь · a1 білий ферзь · d1 чорний слон | e8 біла тура · b7 чорний ферзь · d7 чорний пішак · f7 чорний пішак · h7 чорна тура · a6 білий слон · c6 чорний пішак · h6 чорний пішак · b5 чорна тура · e5 білий кінь · h5 білий король · d4 білий пішак · f4 біла тура · b2 чорний кінь · d2 чорний пішак · e2 чорний король · g2 білий кінь · a1 білий ферзь · d1 чорний слон | 5 |
| 4 | e8 біла тура · b7 чорний ферзь · d7 чорний пішак · f7 чорний пішак · h7 чорна тура · a6 білий слон · c6 чорний пішак · h6 чорний пішак · b5 чорна тура · e5 білий кінь · h5 білий король · d4 білий пішак · f4 біла тура · b2 чорний кінь · d2 чорний пішак · e2 чорний король · g2 білий кінь · a1 білий ферзь · d1 чорний слон | e8 біла тура · b7 чорний ферзь · d7 чорний пішак · f7 чорний пішак · h7 чорна тура · a6 білий слон · c6 чорний пішак · h6 чорний пішак · b5 чорна тура · e5 білий кінь · h5 білий король · d4 білий пішак · f4 біла тура · b2 чорний кінь · d2 чорний пішак · e2 чорний король · g2 білий кінь · a1 білий ферзь · d1 чорний слон | e8 біла тура · b7 чорний ферзь · d7 чорний пішак · f7 чорний пішак · h7 чорна тура · a6 білий слон · c6 чорний пішак · h6 чорний пішак · b5 чорна тура · e5 білий кінь · h5 білий король · d4 білий пішак · f4 біла тура · b2 чорний кінь · d2 чорний пішак · e2 чорний король · g2 білий кінь · a1 білий ферзь · d1 чорний слон | e8 біла тура · b7 чорний ферзь · d7 чорний пішак · f7 чорний пішак · h7 чорна тура · a6 білий слон · c6 чорний пішак · h6 чорний пішак · b5 чорна тура · e5 білий кінь · h5 білий король · d4 білий пішак · f4 біла тура · b2 чорний кінь · d2 чорний пішак · e2 чорний король · g2 білий кінь · a1 білий ферзь · d1 чорний слон | e8 біла тура · b7 чорний ферзь · d7 чорний пішак · f7 чорний пішак · h7 чорна тура · a6 білий слон · c6 чорний пішак · h6 чорний пішак · b5 чорна тура · e5 білий кінь · h5 білий король · d4 білий пішак · f4 біла тура · b2 чорний кінь · d2 чорний пішак · e2 чорний король · g2 білий кінь · a1 білий ферзь · d1 чорний слон | e8 біла тура · b7 чорний ферзь · d7 чорний пішак · f7 чорний пішак · h7 чорна тура · a6 білий слон · c6 чорний пішак · h6 чорний пішак · b5 чорна тура · e5 білий кінь · h5 білий король · d4 білий пішак · f4 біла тура · b2 чорний кінь · d2 чорний пішак · e2 чорний король · g2 білий кінь · a1 білий ферзь · d1 чорний слон | e8 біла тура · b7 чорний ферзь · d7 чорний пішак · f7 чорний пішак · h7 чорна тура · a6 білий слон · c6 чорний пішак · h6 чорний пішак · b5 чорна тура · e5 білий кінь · h5 білий король · d4 білий пішак · f4 біла тура · b2 чорний кінь · d2 чорний пішак · e2 чорний король · g2 білий кінь · a1 білий ферзь · d1 чорний слон | e8 біла тура · b7 чорний ферзь · d7 чорний пішак · f7 чорний пішак · h7 чорна тура · a6 білий слон · c6 чорний пішак · h6 чорний пішак · b5 чорна тура · e5 білий кінь · h5 білий король · d4 білий пішак · f4 біла тура · b2 чорний кінь · d2 чорний пішак · e2 чорний король · g2 білий кінь · a1 білий ферзь · d1 чорний слон | 4 |
| 3 | e8 біла тура · b7 чорний ферзь · d7 чорний пішак · f7 чорний пішак · h7 чорна тура · a6 білий слон · c6 чорний пішак · h6 чорний пішак · b5 чорна тура · e5 білий кінь · h5 білий король · d4 білий пішак · f4 біла тура · b2 чорний кінь · d2 чорний пішак · e2 чорний король · g2 білий кінь · a1 білий ферзь · d1 чорний слон | e8 біла тура · b7 чорний ферзь · d7 чорний пішак · f7 чорний пішак · h7 чорна тура · a6 білий слон · c6 чорний пішак · h6 чорний пішак · b5 чорна тура · e5 білий кінь · h5 білий король · d4 білий пішак · f4 біла тура · b2 чорний кінь · d2 чорний пішак · e2 чорний король · g2 білий кінь · a1 білий ферзь · d1 чорний слон | e8 біла тура · b7 чорний ферзь · d7 чорний пішак · f7 чорний пішак · h7 чорна тура · a6 білий слон · c6 чорний пішак · h6 чорний пішак · b5 чорна тура · e5 білий кінь · h5 білий король · d4 білий пішак · f4 біла тура · b2 чорний кінь · d2 чорний пішак · e2 чорний король · g2 білий кінь · a1 білий ферзь · d1 чорний слон | e8 біла тура · b7 чорний ферзь · d7 чорний пішак · f7 чорний пішак · h7 чорна тура · a6 білий слон · c6 чорний пішак · h6 чорний пішак · b5 чорна тура · e5 білий кінь · h5 білий король · d4 білий пішак · f4 біла тура · b2 чорний кінь · d2 чорний пішак · e2 чорний король · g2 білий кінь · a1 білий ферзь · d1 чорний слон | e8 біла тура · b7 чорний ферзь · d7 чорний пішак · f7 чорний пішак · h7 чорна тура · a6 білий слон · c6 чорний пішак · h6 чорний пішак · b5 чорна тура · e5 білий кінь · h5 білий король · d4 білий пішак · f4 біла тура · b2 чорний кінь · d2 чорний пішак · e2 чорний король · g2 білий кінь · a1 білий ферзь · d1 чорний слон | e8 біла тура · b7 чорний ферзь · d7 чорний пішак · f7 чорний пішак · h7 чорна тура · a6 білий слон · c6 чорний пішак · h6 чорний пішак · b5 чорна тура · e5 білий кінь · h5 білий король · d4 білий пішак · f4 біла тура · b2 чорний кінь · d2 чорний пішак · e2 чорний король · g2 білий кінь · a1 білий ферзь · d1 чорний слон | e8 біла тура · b7 чорний ферзь · d7 чорний пішак · f7 чорний пішак · h7 чорна тура · a6 білий слон · c6 чорний пішак · h6 чорний пішак · b5 чорна тура · e5 білий кінь · h5 білий король · d4 білий пішак · f4 біла тура · b2 чорний кінь · d2 чорний пішак · e2 чорний король · g2 білий кінь · a1 білий ферзь · d1 чорний слон | e8 біла тура · b7 чорний ферзь · d7 чорний пішак · f7 чорний пішак · h7 чорна тура · a6 білий слон · c6 чорний пішак · h6 чорний пішак · b5 чорна тура · e5 білий кінь · h5 білий король · d4 білий пішак · f4 біла тура · b2 чорний кінь · d2 чорний пішак · e2 чорний король · g2 білий кінь · a1 білий ферзь · d1 чорний слон | 3 |
| 2 | e8 біла тура · b7 чорний ферзь · d7 чорний пішак · f7 чорний пішак · h7 чорна тура · a6 білий слон · c6 чорний пішак · h6 чорний пішак · b5 чорна тура · e5 білий кінь · h5 білий король · d4 білий пішак · f4 біла тура · b2 чорний кінь · d2 чорний пішак · e2 чорний король · g2 білий кінь · a1 білий ферзь · d1 чорний слон | e8 біла тура · b7 чорний ферзь · d7 чорний пішак · f7 чорний пішак · h7 чорна тура · a6 білий слон · c6 чорний пішак · h6 чорний пішак · b5 чорна тура · e5 білий кінь · h5 білий король · d4 білий пішак · f4 біла тура · b2 чорний кінь · d2 чорний пішак · e2 чорний король · g2 білий кінь · a1 білий ферзь · d1 чорний слон | e8 біла тура · b7 чорний ферзь · d7 чорний пішак · f7 чорний пішак · h7 чорна тура · a6 білий слон · c6 чорний пішак · h6 чорний пішак · b5 чорна тура · e5 білий кінь · h5 білий король · d4 білий пішак · f4 біла тура · b2 чорний кінь · d2 чорний пішак · e2 чорний король · g2 білий кінь · a1 білий ферзь · d1 чорний слон | e8 біла тура · b7 чорний ферзь · d7 чорний пішак · f7 чорний пішак · h7 чорна тура · a6 білий слон · c6 чорний пішак · h6 чорний пішак · b5 чорна тура · e5 білий кінь · h5 білий король · d4 білий пішак · f4 біла тура · b2 чорний кінь · d2 чорний пішак · e2 чорний король · g2 білий кінь · a1 білий ферзь · d1 чорний слон | e8 біла тура · b7 чорний ферзь · d7 чорний пішак · f7 чорний пішак · h7 чорна тура · a6 білий слон · c6 чорний пішак · h6 чорний пішак · b5 чорна тура · e5 білий кінь · h5 білий король · d4 білий пішак · f4 біла тура · b2 чорний кінь · d2 чорний пішак · e2 чорний король · g2 білий кінь · a1 білий ферзь · d1 чорний слон | e8 біла тура · b7 чорний ферзь · d7 чорний пішак · f7 чорний пішак · h7 чорна тура · a6 білий слон · c6 чорний пішак · h6 чорний пішак · b5 чорна тура · e5 білий кінь · h5 білий король · d4 білий пішак · f4 біла тура · b2 чорний кінь · d2 чорний пішак · e2 чорний король · g2 білий кінь · a1 білий ферзь · d1 чорний слон | e8 біла тура · b7 чорний ферзь · d7 чорний пішак · f7 чорний пішак · h7 чорна тура · a6 білий слон · c6 чорний пішак · h6 чорний пішак · b5 чорна тура · e5 білий кінь · h5 білий король · d4 білий пішак · f4 біла тура · b2 чорний кінь · d2 чорний пішак · e2 чорний король · g2 білий кінь · a1 білий ферзь · d1 чорний слон | e8 біла тура · b7 чорний ферзь · d7 чорний пішак · f7 чорний пішак · h7 чорна тура · a6 білий слон · c6 чорний пішак · h6 чорний пішак · b5 чорна тура · e5 білий кінь · h5 білий король · d4 білий пішак · f4 біла тура · b2 чорний кінь · d2 чорний пішак · e2 чорний король · g2 білий кінь · a1 білий ферзь · d1 чорний слон | 2 |
| 1 | e8 біла тура · b7 чорний ферзь · d7 чорний пішак · f7 чорний пішак · h7 чорна тура · a6 білий слон · c6 чорний пішак · h6 чорний пішак · b5 чорна тура · e5 білий кінь · h5 білий король · d4 білий пішак · f4 біла тура · b2 чорний кінь · d2 чорний пішак · e2 чорний король · g2 білий кінь · a1 білий ферзь · d1 чорний слон | e8 біла тура · b7 чорний ферзь · d7 чорний пішак · f7 чорний пішак · h7 чорна тура · a6 білий слон · c6 чорний пішак · h6 чорний пішак · b5 чорна тура · e5 білий кінь · h5 білий король · d4 білий пішак · f4 біла тура · b2 чорний кінь · d2 чорний пішак · e2 чорний король · g2 білий кінь · a1 білий ферзь · d1 чорний слон | e8 біла тура · b7 чорний ферзь · d7 чорний пішак · f7 чорний пішак · h7 чорна тура · a6 білий слон · c6 чорний пішак · h6 чорний пішак · b5 чорна тура · e5 білий кінь · h5 білий король · d4 білий пішак · f4 біла тура · b2 чорний кінь · d2 чорний пішак · e2 чорний король · g2 білий кінь · a1 білий ферзь · d1 чорний слон | e8 біла тура · b7 чорний ферзь · d7 чорний пішак · f7 чорний пішак · h7 чорна тура · a6 білий слон · c6 чорний пішак · h6 чорний пішак · b5 чорна тура · e5 білий кінь · h5 білий король · d4 білий пішак · f4 біла тура · b2 чорний кінь · d2 чорний пішак · e2 чорний король · g2 білий кінь · a1 білий ферзь · d1 чорний слон | e8 біла тура · b7 чорний ферзь · d7 чорний пішак · f7 чорний пішак · h7 чорна тура · a6 білий слон · c6 чорний пішак · h6 чорний пішак · b5 чорна тура · e5 білий кінь · h5 білий король · d4 білий пішак · f4 біла тура · b2 чорний кінь · d2 чорний пішак · e2 чорний король · g2 білий кінь · a1 білий ферзь · d1 чорний слон | e8 біла тура · b7 чорний ферзь · d7 чорний пішак · f7 чорний пішак · h7 чорна тура · a6 білий слон · c6 чорний пішак · h6 чорний пішак · b5 чорна тура · e5 білий кінь · h5 білий король · d4 білий пішак · f4 біла тура · b2 чорний кінь · d2 чорний пішак · e2 чорний король · g2 білий кінь · a1 білий ферзь · d1 чорний слон | e8 біла тура · b7 чорний ферзь · d7 чорний пішак · f7 чорний пішак · h7 чорна тура · a6 білий слон · c6 чорний пішак · h6 чорний пішак · b5 чорна тура · e5 білий кінь · h5 білий король · d4 білий пішак · f4 біла тура · b2 чорний кінь · d2 чорний пішак · e2 чорний король · g2 білий кінь · a1 білий ферзь · d1 чорний слон | e8 біла тура · b7 чорний ферзь · d7 чорний пішак · f7 чорний пішак · h7 чорна тура · a6 білий слон · c6 чорний пішак · h6 чорний пішак · b5 чорна тура · e5 білий кінь · h5 білий король · d4 білий пішак · f4 біла тура · b2 чорний кінь · d2 чорний пішак · e2 чорний король · g2 білий кінь · a1 білий ферзь · d1 чорний слон | 1 |
|   | a | b | c | d | e | f | g | h |   |

FEN: 4R3/1q1p1p1r/B1p4p/1r2N2K/3P1R2/8/1n1pk1N1/Q2b4
1. Qb1! ~ 2. Qe4#
1. ... c5 2. Sc6#
1. ... d5 2. Sd7#
1. ... f5  2. Sf7#